# Alessandro Nievo
Alessandro Nievo, latinizzato come Alexander de Nevo o Alexander Vicentinus (Vicenza, 1417 – Vicenza, 1484), è stato un religioso e giurista italiano del XV secolo, canonista.

## Biografia
Nacque nel 1417 a Vicenza, figlio del medico Battista di Lorenzo e di Maddalena Trissino; fu associato alla importante famiglia aristocratica dei Nievo a causa della propria fama.
Nel 1440 risulta iscritto al collegio dei notai.
Ottenne la laurea in utroque iure presso l'università di Padova nel 1451, insegnando diritto a Vicenza privatamente. Nello stesso anno passa al collegio dei giudici di Vicenza, poi anche di Padova. Divenne canonico della cattedrale di Vicenza nel 1456 e in seguito anche della cattedrale di Treviso.
Pubblicò varie opere, anche come curatore ed editore.
Nel 1469 scrisse quattro Consilia contra iudeos foenerantes in cui - ricordando le prediche di Bernardino da Siena a Vicenza - esprimeva la convinzione − condivisa con il minore osservante Michele da Carcano − che il Papa non potesse dispensare dal divieto di usura o tollerare che le città consentissero agli ebrei di esercitare attività di prestito usurario, fatto che offendeva lo jus naturale, divinum et canonicum; la fortuna di questi Consilia, pubblicati in più edizioni, ne fecero il principale strumentario dal quale i frati minori italiani trassero i loro argomenti antigiudaici di ordine teorico.
Morì nel 1484 a Vicenza e fu sepolto nella chiesa di Santa Corona; nello stesso anno fu realizzata in suo onore un'arca nella cattedrale.

## Opere
- (LA) In primum Decretalium librum commentaria, vol. 1, Venezia, Lucantonio Giunta, 1585.
- (LA) In secundum Decretalium librum commentaria, vol. 2, Venezia, Lucantonio Giunta, 1583.
- (LA) In secundum Decretalium librum commentaria, vol. 3, Venezia, Lucantonio Giunta, 1585.
- (LA) In Decretalium libros commentaria, vol. 5, Venezia, Lucantonio Giunta, 1585.